# Duplex-Lampe
Die Duplex-Lampe ist eine spezielle Petroleumlampe mit zwei parallel angeordneten Dochten. Sie wurde vom Briten Joseph Hinks in Birmingham erfunden und im Jahre 1865 patentiert.
Duplex-Lampen brennen besser und heller als Lampen mit einfachem, flachen Docht.